# Kolmas linja
La troisième ligne (finnois : Kolmas linja) est une rue de la section Linjat du quartier Kallio à Helsinki  en Finlande .

## Présentation
La troisième ligne traverse le quartier de Kallio depuis Hämeentie jusqu'à Helsinginkatu.
Longue d'environ 900 mètres, la troisième ligne est la plus longue des cinq lignes parallèles appelées Linjat.
À l'intersection de la troisième ligne et d'Hämeentie se trouve l'un des plus anciens immeubles résidentiels de Kallio, une maison en briques rouges de 1913 conçue par Werner von Essen.
Le terrain à l'intersection de Castréninkatu et de la troisième ligne est resté inoccupé  pendant longtemps, jusqu'à ce que la congrégation évangélique luthérienne d'Helsinki y construise son imposant immeuble de bureaux conçu par Heikki Siren et Kaija Siren en 1979.

## Galerie

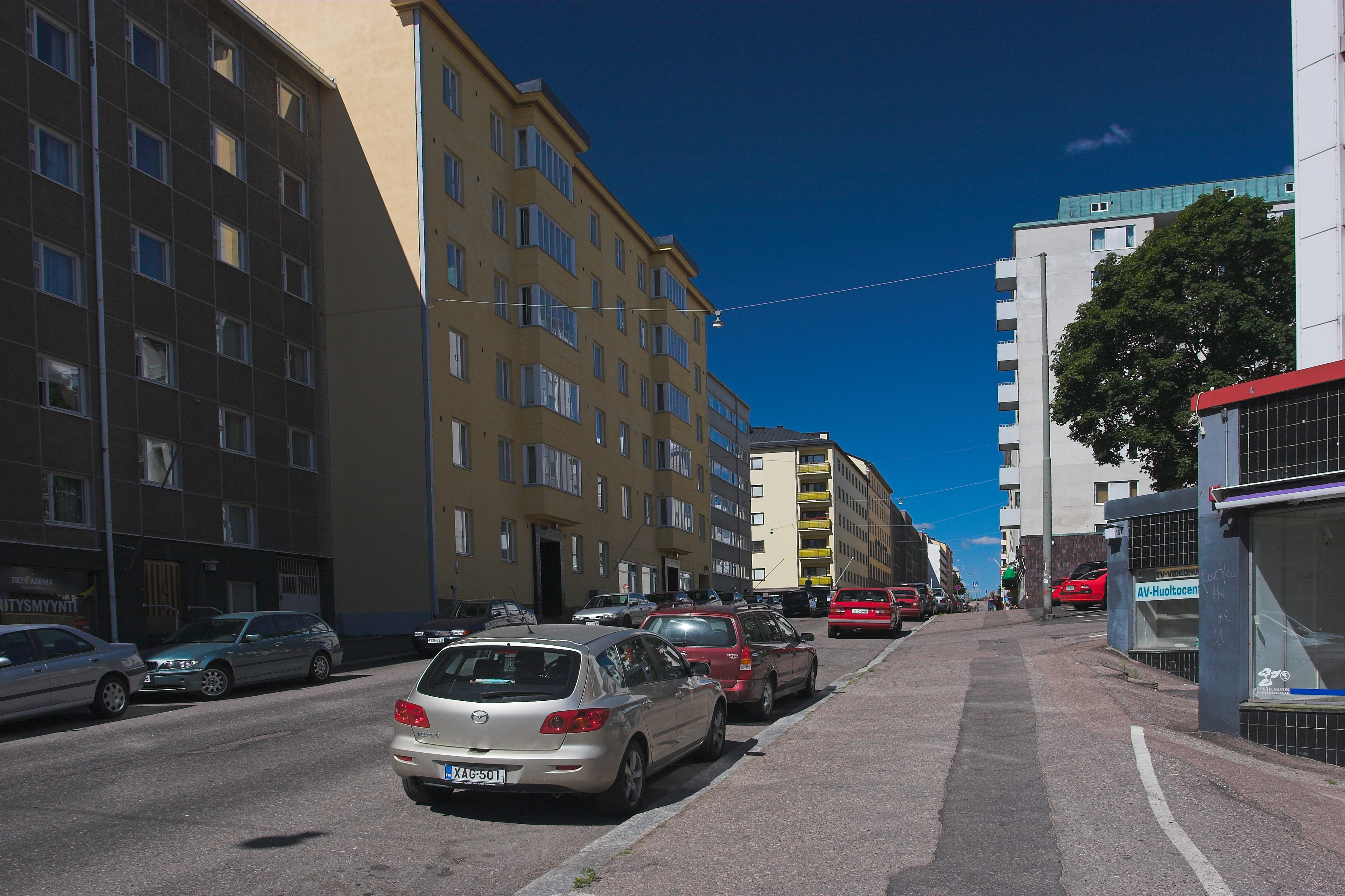
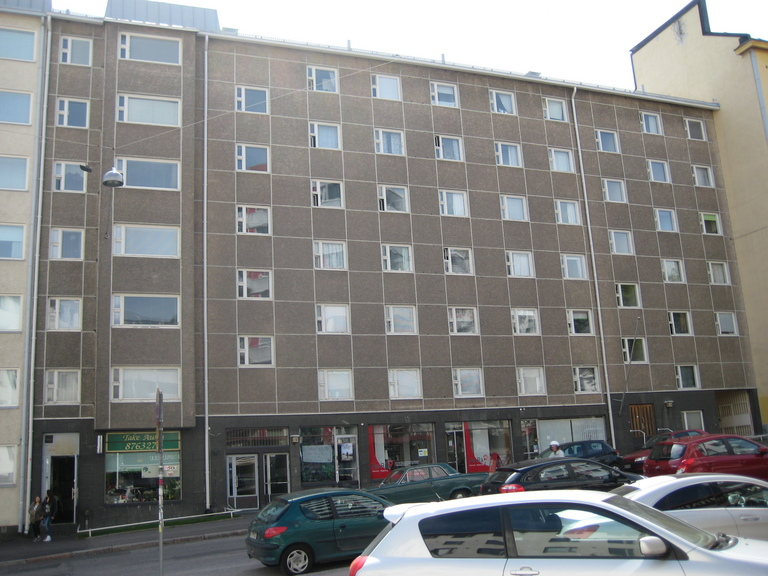
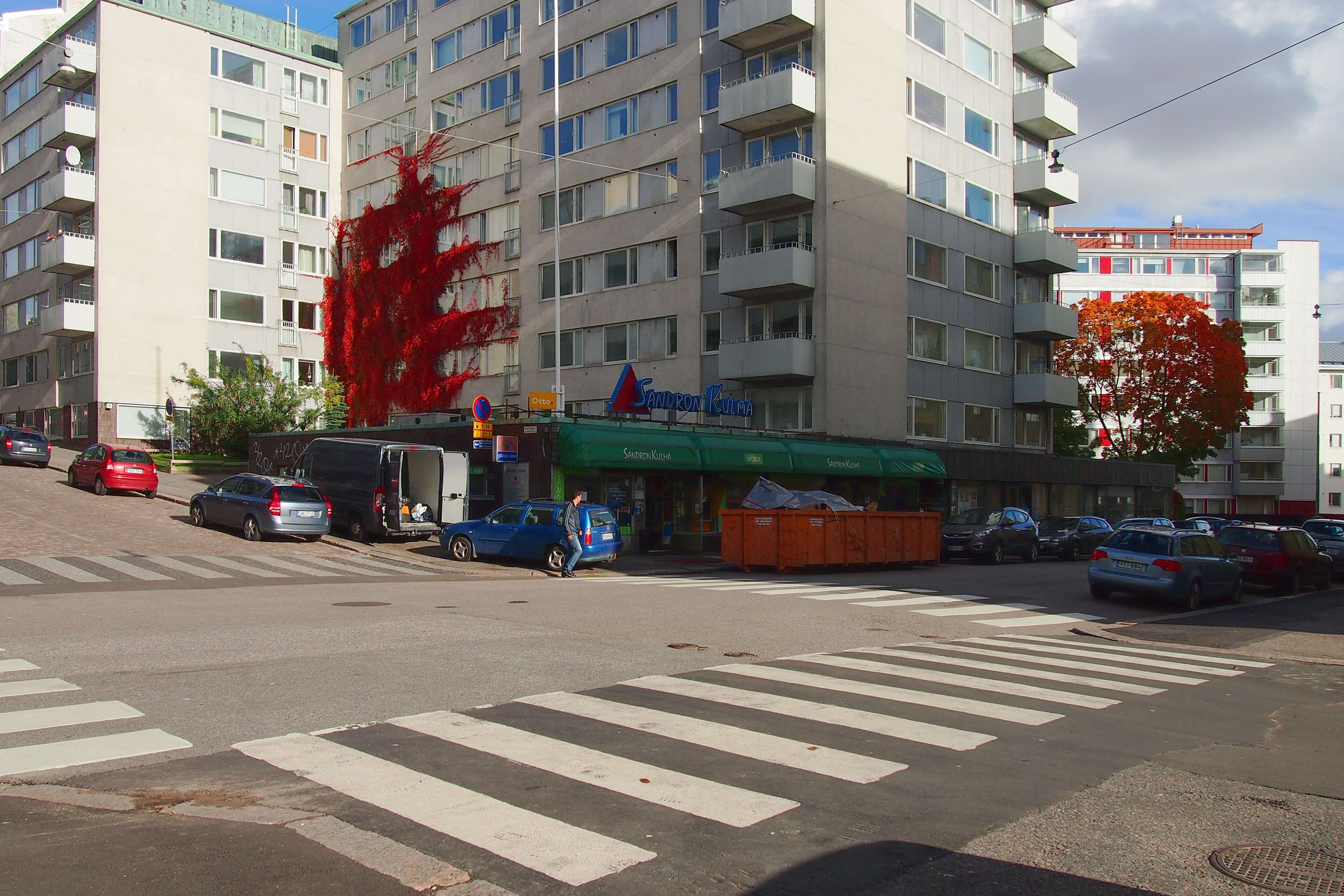

## Rues croisées du sud-est au nord-ouest
- Hämeentie
- Porthaninkatu
- Siltasaarenkatu
- Suonionkatu
- Castréninkatu
- Wallininkatu
- Alppikatu
- Helsinginkatu